# La Chapelle-Enchérie
La Chapelle-Enchérie é uma comuna francesa na região administrativa do Centro, no departamento de Loir-et-Cher. Estende-se por uma área de 10,76 km². Em 2010 a comuna tinha 214 habitantes (densidade: 19,9 hab./km²).